# Ernest David
Pour les articles homonymes, voir David (patronyme).
Ernest David est un musicologue français né le 4 juillet 1824 à Nancy et mort le 3 juin 1886 à Paris.

## Biographie
Ernest David naît le 4 juillet 1824 à Nancy.
Comme musicologue, il collabore à la Revue et gazette musicale de Paris, au Ménestrel et au Bibliographe musical, périodiques dans lesquels il publie de nombreux articles consacrés aux écoles et maîtres italiens des XVIIe et XVIIIe siècles, notamment. Il est aussi l'auteur de plusieurs ouvrages, Sara Copia Sullam, une héroïne juive au XVIIe siècle (1877), Les Mendelssohn-Bartholdy et Robert Schumann (1886), Les Opéras du Juif Antonio José da Silva (1705-1739) (1880), Histoire de la notation musicale depuis ses origines (1882), avec Mathis Lussy, La Vie et les œuvres de Jean-Sébastien Bach, sa famille, ses élèves, ses contemporains (1882) et Études historiques sur la poésie et la musique dans la Cambrie (1884).
Ernest David écrit également des articles pour les Archives israélites ainsi que pour L'Univers israélite, et s'intéresse au renouveau de la musique juive. Il est l'auteur de La Musique chez les Juifs, Essai de critique et d'histoire (in Archives israélites, 15-08-1871/15-10-1872, puis chez Pottier de Lalain, 1873), « étude [qui] est une compilation critique de réflexions d'auteurs faites à propos de certains aspects de la musique religieuse juive ».
Il meurt le 3 juin 1886 à Paris (10e arrondissement de Paris),.